# Amoklauf in Bremen
Beim Amoklauf in Bremen am 20. Juni 1913 wurden an der Sankt-Marien-Schule in Bremen-Walle fünf Mädchen im Alter von fünf bis acht Jahren getötet sowie 18 weitere Kinder und fünf Erwachsene teilweise lebensgefährlich verletzt.

## Tatverlauf
Bei dem Täter handelte es sich um  Heinz Jacob Friedrich Ernst Schmidt, einen anscheinend geistig verwirrten 30-jährigen Lehrer ohne Anstellung, der aus Sülze in Mecklenburg-Schwerin (bzw. seinen gefälschten Papieren zufolge aus Sülze in Hannover) stammte. Er lebte seit Dezember 1912 in Bremen.
Schmidt scheint zu seiner Tat von einem wahnhaften Hass auf die Jesuiten, die er für sein persönliches Unglück und das Übel der Welt verantwortlich machte, getrieben worden zu sein. Er hinterlegte mehrere Briefe, in denen er ihnen auch die Schuld an den folgenden Geschehnissen gab.
Schmidt betrat die Schule um die Mittagszeit, bewaffnet mit einer größeren Anzahl Schusswaffen. Die Quellen sprechen von sechs bis zehn geladenen Revolvern oder Browning-Pistolen, die er anscheinend während des Amoklaufs „leer schoss“ und dann jeweils zur nächsten Waffe wechselte. Insgesamt gab er etwa 80 Schüsse ab und führte mehrere hundert Schuss an zusätzlicher Munition bei sich. Wegen ungewöhnlich hoher Munitionseinkäufe hatte die Bremer Polizei mehrere Wochen vor der Tat einen Hinweis eines Waffenhändlers erhalten, dem allerdings nicht mit Nachdruck nachgegangen wurde.
Schmidt schoss nach Betreten der Schule zunächst auf eine Lehrerin, drang dann in ein Klassenzimmer ein, in dem gerade etwa 65 Mädchen im Alter von sieben bis acht Jahren unterrichtet wurden, und eröffnete das Feuer. Er traf 15 von ihnen, zwei waren augenblicklich tot, nämlich Maria Anna Rychlik und Elsa Maria Herrmann. Ein weiteres Mädchen, Sophie Gornisiewicz, kam zu Tode, als es auf der Flucht eine Treppe hinunterstürzte und sich das Genick brach. Zwei weitere Mädchen, Anna Kubica und vier Wochen nach dem Amoklauf auch Elfriede Höger, starben später an ihren Schusswunden.
Als Schmidt, der einige fliehende Mädchen verfolgt hatte, versuchte, in einen weiteren Raum einzudringen, war dieser bereits von den Lehrkräften verbarrikadiert worden. Er wandte sich daraufhin um und schoss durch ein Fenster zum Schulhof auf dort spielende Jungen, von denen er fünf sowie einen Dachdecker in der Nähe verletzte. Er wurde in kurzer Folge sowohl vom Schulhausmeister, von einem Lehrer als auch vom Schulpförtner angegriffen, die er alle drei ebenfalls anschoss und teilweise leicht, teilweise lebensgefährlich verletzte.
Schmidt wurde letztendlich von Passanten überwältigt, die die Schüsse gehört hatten. Ein Polizist schützte ihn vor der wütenden Menge. Schmidt wurde später ohne Gerichtsprozess in die Nervenheilanstalt in Ellen verbracht, wo er schließlich 1932 an Tuberkulose verstarb.
Der Lehrer Hubert Möllmann erhielt vom Bremer Senat die Silberne Rettungsmedaille. Die Marienschule wurde im Zweiten Weltkrieg zerstört und 1957 an anderer Stelle wieder aufgebaut.